# Vernante
Vernante är en ort och kommun i provinsen Cuneo i regionen Piemonte i Italien. Kommunen hade 1 152 invånare (2018).